# 전소현 (배우)
전소현(1961년 7월 24일~)은 대한민국의 연극 배우이자 영화 배우이다.

## 학력
- 성심여자고등학교 (졸업)
- 서울예술전문대학 연극과 전문학사 (졸업)

## 영화
- 2023년 럭키아파트 - 임이역
- 2023년 이반리 장만옥 - 면장역
- 2023년 탄생 - 미숙 역
- 2023년 교섭 - 약국손님 역
- 2021년 유산 - 엄마 역
- 2020년 굿 마더 - 김선생 역
- 2020년 미스터 주: 사라진 VIP - 길거리두더지아낙 역
- 2019년 나의 새라씨 - 미옥 역
- 2018년 덕구 - 사회복지여주임 역
- 2017년 재심 - 아낙 역
- 2016년 새들이 돌아오는 시간 - 항숙 역
- 2014년 만신 - 전도사 역
- 2014년 또 하나의 약속 - 덕장 아줌마1역
- 2013년 어떤 시선 - 병원원장 역
- 2012년 알투비:리턴투베이스 - 청소 아줌마 역
- 2011년 모비딕 - 슈퍼주인 역
- 2010년 사랑활동의 내구성 - 성자 역
- 2010년 된장 - 콩밭 아줌마 역
- 2007년 궁녀 - 부제조 상궁 역
- 2004년 달마야, 서울 가자 -  식당 아줌마 역
- 1990년 우묵배미의 사랑 - 일도 형수 역

## 공연
- 2022년 니 부모 얼굴이 보고싶다

2022년 겹괴기담
2023년 콤플렉스
2023년 누란누란
2023년 겹괴기담

## 연극
- 2009년 연극옛날 옛적에 훠어이 훠이